# Giorgina Janet Craufurd
Giorgina Janet Craufurd ( Florencia, 11 de octubre de 1827 - Forlì, 30 de julio de 1911) también conocida como Giorgina Saffi fue una escritora sufragista y feminista italiana cercana a las ideas de Giuseppe Mazzini. Particularmente preocupada por la situación de la mujer de la que destacaba su papel fundamental no solo en el ámbito familiar sino también en el social, promovió las asociaciones de mujeres y fue colaboradora del primer periódico dedicado en Italia a la emancipación de la mujer, La Donna, fundado en Gualberta Beccari en 1868. 

## Biografía
Giorgina Janet Craufurd era hija de Sir John Craufurd , de origen escocés,  comisionado británico para las Islas Jónicas y de Sophia Churchill perteneciente a una ilustre familia inglesa con tradiciones liberales que apoyaba la causa italiana a través de comités mazzinianos. Giorgina Janet nació durante una de sus muchas estancias de su familia en Florencia y creció con la proximidad de las ideas de  Giuseppe Mazzini con quien colaboró junto a Aurelio Saffi, un político italiano mazzinista que conoció en Londres en 1851 con quien se casó en 1857 a  pesar de la oposición de sus padres.
Si en los círculos de los comités ingleses y en su propia familia ya había encontrado una reflexión sobre la autonomía y los derechos de las mujeres, las ideas de Mazzini le dieron carácter orgánico a su concepción de la emancipación femenina hasta el punto en que en 1860 Giorgina se sitúa al frente de las fuerzas femeninas del Partido de Acción creado por Mazzini con Laura Solera, Elena Sacchi y Sara Nathan.
Mazzini le propuso recaudar fondos para financiar los movimientos insurreccionales.  Después del periodo revolucionario tras la Unificación de Italia, se convirtió en presidenta de la sociedad de ayuda mutua de mujeres de Forlì, reclamando de manera permanente el papel femenino de la nueva Italia, un papel resumido en la idea de la "madre-ciudadana" una mujer que a pesar de su indiscutible centralidad de la misión familiar, debía poder ejercer plena autonomía personal y plena ciudadanía civil y política en el nuevo estado.
Giorgina Craufurd colaboró con Alaide Gualberta Beccari en la revista La Donna fundada en 1868 reclamando el derecho al voto de las mujeres y la igualdad entre los cónyuges y en 1875, se unió a la campaña de Josephine Butler para la abolición de la prostitución.
Pasó los últimos años de su vida reorganizando y publicando los escritos de su esposo.